# 蒙索站
蒙索站（法語：Monceau）是巴黎地鐵2號線的一個車站，地處巴黎8區和巴黎17區的界線，得名于临近的蒙索公園。蒙索站開業於1902年10月7日，是巴黎地鐵2號線的延伸工程的一部分。

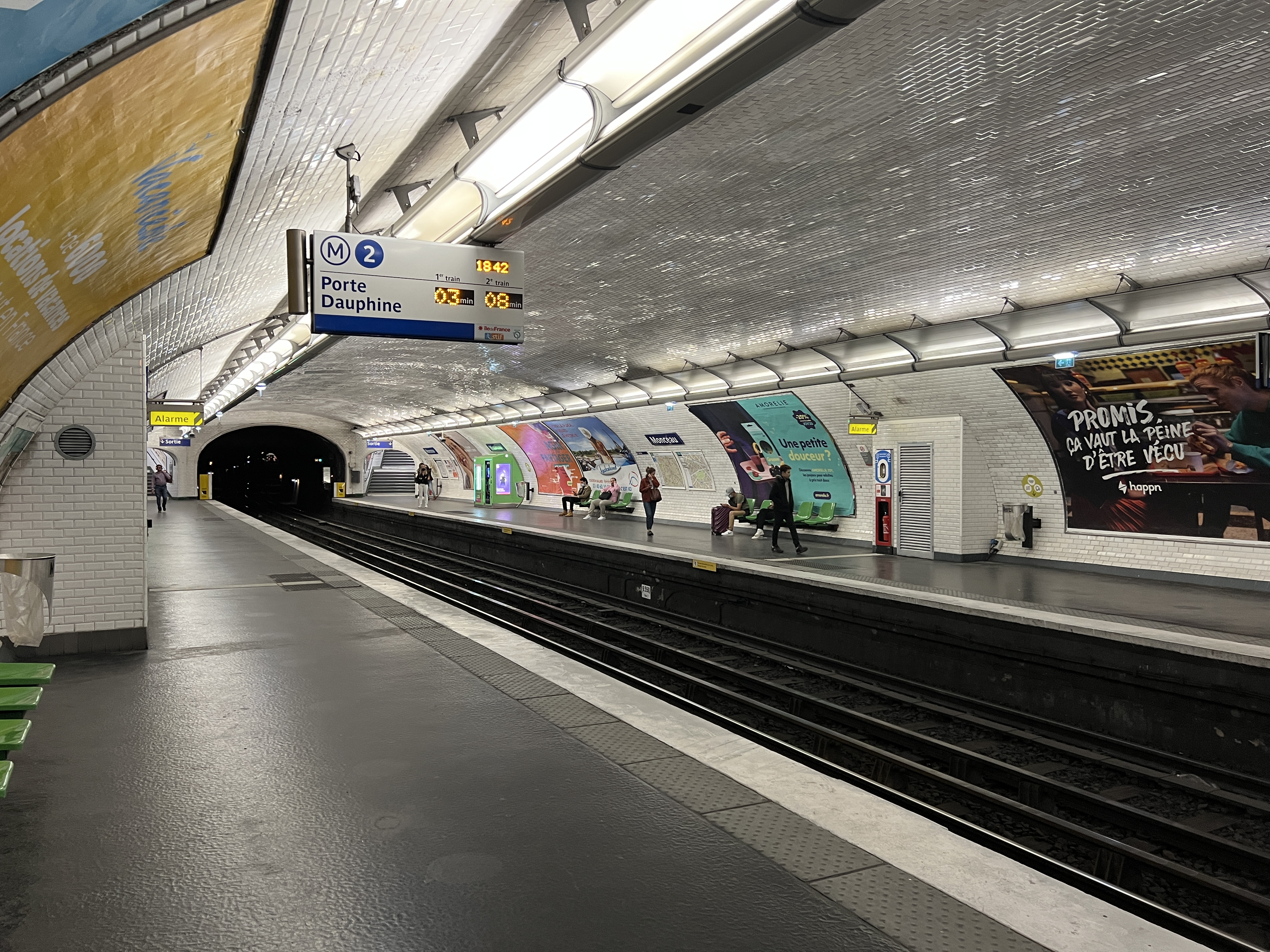
月台 (2022年7月)

## 車站結構
| G 街道   |                    |                         |
| M        | 月台連接夾層       |                         |
| P 月台層 | 側式月台，右側開門 | 側式月台，右側開門      |
| P 月台層 | 1號月台            | 往太子妃门 （庫爾塞勒） |
| P 月台層 | 2號月台            | 往民族 （維利耶）       |
| P 月台層 | 側式月台，右側開門 |                         |